# Wappen von Cochem
De Wappen von Cochem is het vlaggenschip van de Duitse rederij Personenschifffahrt Gebr. Kolb, die toeristische vaartochten aanbiedt op de Moezel. Sinds de ingebruikname in 1986 speelt het schip een centrale rol in het toerisme in de regio Cochem.

## Geschiedenis
In 1986 werd de Wappen von Cochem in gebruik genomen als het derde nieuwbouwschip van de rederij Gebr. Kolb. Het schip werd speciaal ontworpen om te dienen als vlaggenschip en om aan de groeiende vraag naar toeristische vaartochten op de Moezel te voldoen. 

## Technische specificaties
De Wappen von Cochem is een 54,5 meter lang en 11,4 meter breed passagiersschip met een diepgang van 1,35 meter, een tonnage van 600 passagiers en twee dekken, aangedreven door twee motoren van elk 400 pk, geregistreerd onder ENI-nummer 04306150, MMSI-nummer 211513820 en roepletters DC2455, met Cochem als thuishaven.

## Faciliteiten aan boord
Het schip is uitgerust met moderne faciliteiten om passagiers een comfortabele en plezierige ervaring te bieden. Het schip beschikt over 2 dekken, waaronder een panoramadek dat een onbelemmerd uitzicht op het Moezellandschap biedt. Daarnaast zijn er aan boord een restaurant, meerdere bars en een dansvloer aanwezig. De ruime salons en het zonnedek maken het mogelijk om zowel binnen als buiten van de omgeving te genieten.

## Routes en diensten
De Wappen von Cochem verzorgt diverse vaartochten op de Moezel, variërend van korte rondvaarten tot dagtochten. Dagelijks wordt de route Cochem - Ernst - Bruttig - Beilstein gevaren. Daarnaast worden er van mei tot oktober elke vrijdag dagtochten georganiseerd van Cochem naar Koblenz en terug.

Het schip is ook beschikbaar voor speciale evenementen, zoals bruiloften, bedrijfsfeesten en thema-avonden.

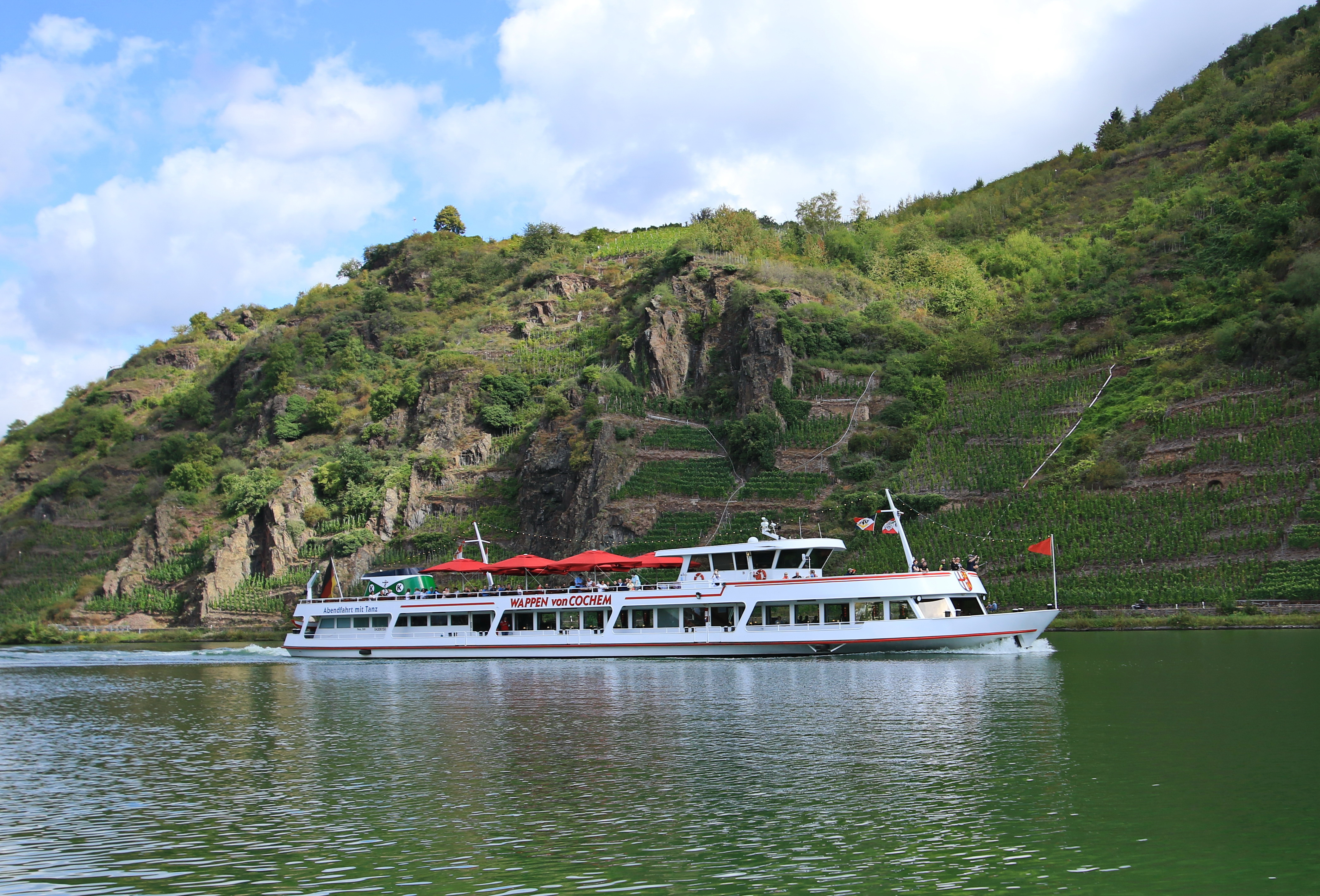

Huidige schepen: Berlin · Bernkastel · Bernkastel-Kues · Europa · Eurostrand Leiwen · Germania · Gräfin Loretta · Kröver Reich · Maria von Beilstein · Marienburg · Moselkönigin · Moselprinzessin · Mosella · Moselperle · Nikolaus Cusanus · Riverdream · Romantica · St. Josef · Stadt Bonn · Stadt Rees · Stadt Zell · Theodor Heuss · Traben-Trarbach · Treis-Karden · Undine I · Undine II · Wappen von Bernkastel · Wappen von Cochem · Wappen von Trier
Historische schepen: Maria · Fortuna · Brunhilde · MS Nikolaus · MS Bebbi · Moselland